# Arzila
Arzila era una freguesia portuguesa del municipio de Coímbra, distrito de Coímbra.

## Geografía
Estaba situada sobre un monte en la zona suroccidental del municipio y limitando con los de Montemor o Velho y Condeixa a Nova, a unos 12 km del centro de Coímbra.

## Historia
Fue suprimida el 28 de enero de 2013, en aplicación de una resolución de la Asamblea de la República portuguesa promulgada el 16 de enero de 2013 al unirse con las freguesias de Ameal y Taveiro, formando la nueva freguesia de Taveiro, Ameal e Arzila.

## Patrimonio
En el territorio de esta antigua freguesia se encuentra la Reserva natural del Paul de Arzila, importante humedal que alberga numerosas especies animales y vegetales, protegido como reserva natural y Lugar de Importancia Comunitaria. Con las cañas y juncos que abundan en esta ciénaga se fabrican famosas esteras artesanas, que se exhiben en la feria anual celebrada en el mes de septiembre.
En el patrimonio histórico-artístico de Arzila se cuenta la iglesia parroquial, consagrada a Nuestra Sra. de la Concepción, y el puente do Paço, situado en el límite entre los concelhos de Coímbra y Montemor o Velho.